# Здорово
Здо́рово — деревня в городском округе Семёновский Нижегородской области. Входит в состав Тарасихинского сельсовета.

## География
Деревня находится на расстоянии 24 км к юго-западу от города Семёнов, административного центра городского округа, и 40 км к северо-востоку от города Нижний Новгород, административного центра области.

## Население
| 2002 | 2010 |
| ---- | ---- |
| 21   | ↘14  |

### Национальный состав
Согласно результатам переписи 2002 года, в национальной структуре населения русские составляли 57 %, армяне 43 % из 21 человека.